# Mendei vasúti baleset
A mendei vasúti baleset 1968. december 22-én 17 órakor történt Pusztaszentistván megállóhelynél. A Keleti pályaudvarról Békéscsabára közlekedő 6616/a számú gyorsított személyvonat, melyet a 424 141 sorozatú gőzmozdonya vontatott, frontálisan összeütközött az M62 056 pályaszámú mozdonnyal továbbított 5565 számú tehervonattal. A személyvonat mozdonya és két kocsija, a tehervonat mozdonya és 13 kocsija siklott ki. A balesetben összesen 43 fő halt meg, köztük a gőzmozdony fűtője, akit a kiömlő szén rányomott a tűzszekrényre (maradványait csak másnapra tudták kiszabadítani), valamint a személyvonat vezetője is (aki az első kocsiban utazott) a halálos áldozatok között volt. (Őt induláskor sokan hangosan kritizálták, mert az elsőnek besorozott termes kocsi egyik felét – a szabályok szerint egyébként helyesen – lefoglalta magának, így az üresen maradt – ezzel akaratlanul is további áldozatokat megmentve.)
A balesetben 60 fő sérült meg kisebb-nagyobb mértékben.

## Előzményei
A MÁV kezelésében lévő, a Hivatalos menetrendkönyvben a 120a számú Budapest–Újszász–Szolnok-vasútvonalon az 1960-as évek végén komoly átépítés zajlott: a korábban kétvágányú, de a második világháború vasanyaghiánya miatt egyvágányúra visszabontott vonalon az egyvágányú szakaszokat újra kétvágányúra alakították át, az állomási biztosítóberendezéseket Dominó 55 típusúra cserélték, a vonali térközbiztosítást is önműködő rendszerűre építették ki; az átalakításokat folyamatosan, több ütemben, beruházási program keretében hajtották végre. A munkálatok eredményeképpen 1968. december 20-án 15 órától Mende és Sülysáp állomások között a második, immáron jobb oldali vágányt üzembe helyezték („jobbjárattal”) (, ), a korábbi vágány tehát bal vágány lett; így a vonalnak ez az állomásköze is kétvágányú lett.
A kétvágányú forgalom felvétele előtt a 8. és 9. számú térközőrhelyeket és Sülysáp állomást a kétvágányú pályának megfelelően kellett átalakítani, ekkor Mendén a sülysápi irányból a bejárati jelzőkre csak hívójelzés volt kivezérelhető (ekkor Sülysápon a jelzők nem kezelhetőek). A jobb vágány üzembe helyezésének további feltétele volt Mendén, hogy az 5. és 7. sz. kitérők kiszögellését meg kellett szüntetni, az építés alatt lévő jobb oldali vágányra szerelt vágányzáró sorompót el kellett bontani. A kiadott vágányzári rendelet tartalmazza azt is, hogy 14 napon át értesíteni kell a vonatok személyzetét a megváltozott helyzetről.
Mende állomáson a Dominó 55 típusú biztosítóberendezés üzembe helyezése 1968.12.10-én 9 órakor kezdődött, 14 órára véget ért. Ekkor került üzembe a Gyömrő–Mende állomásköz önműködő térközbiztosító-berendezése is, így az alábbi helyzet állt elő: Gyömrő–Mende állomásköz önműködő térközös, Mende Dominó 55, Mende–Sülysáp SH térközös, egyvágányú, Sülysáp és onnantól pedig változatlan. Mende állomásra ekkorra beszerelték és ezzel együtt beüzemelték azt a négyrészű villamos blokkszekrényt, ami a sülysápi irány térközberendezésével tartja a kapcsolatot (. A régi mendei berendezést ekkortól nem kellett kezelni, leszerelhetővé vált. Mivel Sülysáp felől az önműködő térközök még nem éltek, ezért a Dominópulton a térközszakaszok visszajelentése nem felelt meg a valóságnak (valószínűleg folyamatosan sötétek voltak, mert a jelfogói alá voltak szúrva).
A jobb vágány forgalomba helyezéséről a balesetben érintett személyvonat mozdony- és vonatvezetőjét írásbeli rendelkezéssel Budapest-Keleti pályaudvaron szabályosan értesítették (az írásbeli rendelkezés egy példányát a mozdonyvezető sapkájában később megtalálták). Mende állomás forgalmi szolgálattevője bejáratta a gyorsított személyvonat előtt közlekedő 2516. számú személyvonatot az állomás IV. számú, jobb átmenő fővágányára. A vonat részére engedélyt kért tovább Sülysáp állomástól, és értesítette a két állomás között a térközőröket is a vonat közlekedéséről. Fontos részlet, hogy ebben az időben a vonalnak ezen a szakaszán még mechanikus térközbiztosító berendezés volt (nem önműködő, biztosított térköz, csak a helyes vágányra kiépítve).
Eközben a szolgálattevő engedélyt adott Sülysápnak az 5565. sz. vonat indításához a helyes (bal) vágányon (a tehervonat a menetrendjénél korábban közlekedett, de ennek nincs jelentősége). Ekkor kért Gyömrő állomás forgalmi szolgálattevője engedélyt Mende állomástól a 6-7 perc késéssel közlekedő 6616/a. sz. gyorsított személyvonat részére. A Mende állomáson lévő szolgálattevő számolni kezdett, és rájött, ha a 2516. sz. vonatot továbbengedi előre, akkor a gyorsított személyvonat legkésőbb az első térközjelző előtt meg fog állni a 2516. sz. vonat visszajelentésére várva. Telefonon értekezett a menetirányítóval, aki arra utasította, hogy a 6616/a sz. vonat előzze meg a 2516. sz. vonatot Mende állomáson.
Mivel a IV. jobb átmenő fővágányon állt a 2516 sz. vonat, a 6616/a sz. vonatot az állomás III. vágányán (a bal átmenő fővágányon) akarta a szolgálattevő áthaladtatni. Ekkor a végponti oldalon már a bal és a jobb vágány is üzemelt, a páros vonatnak a jobb vágányra kellett volna gurulnia. (Amíg egyvágányú volt [ami a későbbi bal vágány], ennek a vonatnak is a bal vágányra kellett volna kijárnia.)
A szolgálattevő a Dominó 55 biztosítóberendezésen beállította a vágányutat a III. vágányon át (be- és kijárati vágányutat is kijelölte), de a kijáratnál a „V3+d” helyett a „V3+c” gombokat nyomta meg, így az ún. első lezárás a bal vágányra épült fel. Megérthető ez a tévedés, hiszen előtte hónapokig így folyt a közlekedés: Gyömrő felé kétvágányú pályán, Sülysáp felé azonban még egy vágányon, ráadásul a Dominó 55 berendezés ún. sötétüzeme (próbaüzeme) is még így zajlott. Ezután az ideiglenes villamos blokkszekrényhez ment, amin keresztül a térközőrhely felé a vonalblokkot tudja lezárni (ez a blokk nem a régi (bal) vágányhoz, hanem az újólag átadott jobb vágányhoz tartozott). A lezárás nem sikerülhetett, hiszen nem volt vágányút beállítva a D55 berendezésen a jobb vágányra (tévedésből a bal vágány felé volt beállítva). Törölte az első lezárást, majd ismét próbálkozott a menetbeállítással, sajnos ismét rosszul. A vágányúti csík a hónapokig megszokott utat mutatta, és az önműködő térközbiztosító-berendezéssel már üzemelő állomásköz visszajelentéseiből látszódott, hogy a vonat egyre közeledik.
Mivel a vonalblokk lezárása nélkül a kijárati jelzőt sem tudja szabadra állítani, gondolván, hogy megint a berendezés romlott el (erre a Dominó 55 berendezés sötétüzeme folyamán többször is volt példa), hívójelzést vezérelt ki a kijárati jelzőre. Ezután még annyi ideje volt, hogy a térre sietve elmenessze az áthaladó vonatot (felhívás az áthaladásra jelzést adott). Előírás a mai napig, hogy a biztosítóberendezést építők kötelesek az üzembe helyezést követően néhány napig a helyszínen készenlétet adni, ha esetleg a berendezés meghibásodna. A készenlét időtartama itt 8 napban volt meghatározva, 18-án járt le, tehát még az akkori Építési Főnökség műszerészei sem tudtak volna segíteni a forgalmi szolgálattevőnek a tévedés felfedésében.

## A baleset
A gyorsított személyvonat a bejárati jelző késői kezelése miatt az állomás előtt 35 km/óra sebességre lassult, majd a bejárati jelzőn kapott két sárga fényre behaladt az állomásra. A mozdonyvezető a gőzszabályozóval volt elfoglalva, mert nem tudta lezárni. Ilyen hibával meg kellett volna állnia az állomáson, ő azonban látva a V3 kijárati jelzőn a hívójelzést, illetve a forgalmi szolgálattevő menesztését („Felhívás az indításra”), gyorsítani kezdett, majd 45 km/óra sebességgel kihaladt Mende állomásról (az engedélyezett legfeljebb 15 km/h helyett).
A békéscsabai vonatszemélyzet el sem olvasta a pályaudvaron kapott 37. írásbeli rendelkezést, így nem is tűnt fel nekik, hogy a „helytelen” bal vágányra haladtak ki (ahová „Megállj!” jelzés vagy Hívójelzés mellett csak a Mende állomáson kiállított újabb írásbeli rendelkezés alapján lett volna szabad kijárni). Folytatva útját, Pusztaszentistván megállóhely közelében frontálisan összeütközött a 254+50 számú szelvényben a tehervonattal. (Mivel a jobb vágány már épült egy ideje, magának a vágánynak a léte önmagában nem kellett, hogy kétséget ébresszen bennük.)
Az ütközés ereje akkora volt, hogy a kb. 40 km/óra sebességgel közlekedő személyvonatot a 46 km/óra sebességgel közlekedő tehervonat 1,5 méterrel visszalökte, és a gőzmozdony 28 mm vastag főkerete „S” alakban meghajlott.
A gőzmozdonyon a fűtő Pataj Ferenc, a mozdonyvezető Papp László volt, ő már a baleset után nem vezetett mozdonyt, rokkant lett.
A mendei szolgálattevő a 6616/a sz. vonat kihaladása után, a 2516 sz. vonat kijárati vágányútjának beállításakor rögtön rájött, hogy hibázott, de olyan ideges volt, hogy a 8. sz. térközőr helyett a másik irányba, Gyömrőnek telefonált, hogy próbálja meg megállítani a vonatokat. Mire a tévedés kiderült és a 8-as sz. térközőrhelyet végre utolérte, az ott lévő térközőr és jegypénztáros már csak a baleset bekövetkeztét jelenthették neki.

## A vizsgálat eredményei, helyreállítás
A vizsgálat során a gőzmozdony hatállású fékezőszelepje gyorsfék, míg a dízelmozdony fékezőszelepje fékezőállásban, a kormánymű 50%-os töltésben állt. A gőzszabályzó nem volt lezárva, de ezzel már korábban is voltak problémák, ugyanis néha felakadt. Az üresjárati váltó előre volt tolva, de ez betudható annak, hogy az eszméletlen mozdonyvezető erre volt rábukva. Vélhetően az ütközéskor mozdult a kar előre.
Az M62 sorozatú dízelmozdony vezetőfülkéje teljesen összeroncsolódott. A dízelmozdony vezetője elmondta, hogy a baleseti veszélyt észlelve fékezett, leállította a dízelmotort, elzárta a gázolajszivattyút, majd a vezetőálláson figyelőszolgálatot ellátó vonatvezetője után ő is kiugrott a vezetőállásról. Ők ketten az 1000 méter sugarú ívben, az esti sötétségben kb. csak 300-400 méterről vették észre azt, hogy egy másik vonat is az ő vágányukon közlekedik. Valószínűleg a gőzmozdony személyzete csak az utolsó pillanatban észlelte a veszélyt.
A baleseti helyreállításban részt vett egy 60 és 125 tonna teherbírású budapesti baleseti daru. Időközben megérkezett Csugarról a baleseti munkát félbehagyó debreceni daru is. A kisiklott teherkocsik nagy részét ez emelte be. A két mozdonyt darukkal nem lehetett szétszedni, ezért a ceglédi katonai laktanyából érkezett lánctalpas járművekkel húzták szét őket, nem kis nehézségek árán.
A kisiklott gőzmozdonyt a főkeret deformációja miatt nem lehetett visszaemelni a sínre, és a 125 tonna teherbírású daru sem bírta az űrszelvényen kívülre rakni, ezért a pálya mellé borították, majd 1968. december 28-án 2 órás vágányzár keretében talpra állították, és a kazán és a keret külön-külön sínre helyezésével a helyszínről elszállították őket.
A kazán talpra emelésekor találták meg a mozdonyvezető sapkáját, belegyűrve a Keleti pályaudvaron kapott 37. Írásbeli rendelkezés mozdonyvezetői példányával együtt. A sapka a hídlás és a hosszkazán közé volt beszorulva. A fűtő a Vésztői Vontatási Főnökség létszámába tartozott, a 120/a sz. vonalon – a vezénylését vizsgálva – ritkán volt szolgálatban (novemberben kétszer, decemberben egyszer volt vezényelve a 120/a-ra), így a vonal viszonyait a szükséges alapossággal nem ismerhette.
Ez bizonyította azt, hogy a rendelkezést megkapták. (A Keleti pályaudvar egyik nyugdíjas mozdonyvezetőjének visszaemlékezése szerint eredetileg ő és kollégái vitték volna a gyorsított személyvonatot, de a békéscsabai személyzet elérte, hogy ők fordulhassanak vissza a vonattal, mert otthon szerették volna tölteni a karácsonyt. A keletis személyzet végül egy pécsi járatot kapott meg helyette. Ott laktanyázva hajnalban értesültek a balesetről. A mozdonyvezető szerint velük nem fordult volna elő a baleset, mert megálltak volna írásbeli rendelkezésért, ha helytelen vágányra akarták volna küldeni őket.)
A törött kocsikat a helyszínen összevágták. A tehervonat épen maradt kocsijait Sülysáp állomásra vontatták vissza. Az M62 sorozatú mozdonyt a sínre lelógó alkatrészek levágásával vontathatóvá tették.
A jobb vágányt a baleset után december 23-án 14.30 órára, a bal vágányt 20 órára járhatóvá tették.
A forgalmi szolgálattevő a baleset bekövetkezésekor 52 éves volt, Mende állomáson 1953 óta, azaz 15 éve volt forgalmi szolgálattevő (forrás: véleményes jelentés).

## A baleset büntetőjogi következményei
A forgalmi szolgálattevőt és a figyelésre kötelezett fűtőt a bíróság rövidebb-hosszabb idejű letöltendő szabadságvesztésre ítélte. A figyelő fűtőt azért ítélte el a bíróság, mert nem figyelmeztette a mozdonyvezetőt a hívójelzéskor érvényes maximum 15 km/óra sebességgel való haladásra. Azonban ez ekkor elképzelhetetlen lett volna: hogyan is figyelmeztethette volna a ráadásul kisegítésképp érkezett fiatal fűtő a tapasztalt mozdonyvezetőt a sebességkorlátozás betartására. A mozdonyvezetőt korábban a munkaérdemrend ezüst fokozatával tüntették ki, jelvényes és kétszeres okleveles kiváló dolgozó, kiváló vasutas jelvénnyel ki volt tüntetve, tehát a fiatal figyelő fűtő joggal gondolhatta, hogy a mozdonyvezetője érti és tudja a rá vonatkozó szabályokat, amiket megfelelően is fog alkalmazni (forrás: véleményes jelentés).
A forgalmi szolgálattevő – a kb. két évig tartó átépítési munka vége felé – már fáradtnak, feledékenynek érezte magát, kérte állomásfőnökétől más, könnyebb munkakörbe áthelyezését, ui. a tervek szerint 1969. január 1-jétől egy pénztárosi pozíció felszabadult. 1968 nyarán kérte áthelyezését a MÁV Igazgatóságra, pénztárrovancsolói munkakörbe (ehhez az előírt végzettséggel nem rendelkezett).
A mozdonyvezető, mivel nem volt perképes állapotban, elnöki kegyelmet kapott. A szolgálattevő is szabadult két év után. 

## A baleset vasútüzemi következményei
A Hívójelzés használatának szigorításához kapcsolódóan, a vizsgálat után nem sokkal kiadott, a MÁV Értesítőben megjelent Határozat 105021/1969.9.A  számon módosította, kiegészítette az F.1. sz. Jelzési Utasítást, továbbá az F.2., F.3., F.4., F.8. és F.11. Forgalmi Utasításokat.
A vasút egy szempontrendszer alapján felülvizsgálta a hívójelzést adó optikák felszerelését, és összeállított egy listát azon szolgálati helyekről, ahol a főjelzőkről a hívójelzést le kell szerelni, valamint megtiltotta az alak főjelzőkön a hívójelzés alkalmazását, . Két érdekesség, hogy a Gyermekvasút külön felmentvény alapján maradhatott ki (Csillebérc állomás bejárati jelzői érintettek lett volna), továbbá Mende állomáson felszerelve maradhattak a hívójelzések.
Ezt a szempontrendszert később felülvizsgálták, 1973. április 15-től életbe lépő IV. sz. Helyesbítő újra engedélyezte a hívójelzést a „nem váltó- és vágányfoglaltság ellenőrzéses állomások fény bejárati jelzőin”.
A véleményes jelentés javaslatpontjai közül az alábbiakat a mai napig alkalmazzák:
c./ átépítés alatt álló vonalakon és állomásokon az új- és átalakított létesítmények üzembehelyezésének időpontját a jövőben úgy kellene időzíteni, hogy az üzembehelyezés ne essék a nagy ünnepi személyforgalom időszakára, vagy az azt közvetlenül megelőző időszakra és arra is nagy gondot kellene fordítani, hogy lehetőleg a viszonylagosan gyengébb forgalmi időszakra, ne pedig csúcsforgalmi időszakra essék;
g./ a korszerű állomási biztosítóberendezés és korszerű tartozékainak kezelésére kiválasztott dolgozókat soroljuk a pályaalkalmassági vizsga letételére kötelezett dolgozók közé és kiképzésük megkezdése előtt vizsgáztassuk le őket;
i./ a korszerű állomási biztosítóberendezéssel felszerelt állomás és az utána következő, vele szomszédos állomás között – akár ideiglenes, akár pedig végleges ez az állapot – az üzembehelyezés előtt feltétlenül meg kell valósítani az ellenmenet-biztosítást mint a szembeközlekedés egyetlen megbízható ellenszerét.
Az alábbiak bevezetése pedig a mai napig időszerű:
d./ korszerű állomási biztosítóberendezéssel és korszerű tartozékokkal felszerelt fővonali állomásainkon a rendelkező forgalmi szolgálat végzésére, a korszerű berendezések kezelésére a fiatalabb évjárathoz tartozó olyan törzsgárdát kell képezni és olyan dolgozókat kell beállítani, akik előképzettségük, iskolai végzettségük, adottságaik és rátermettségük alapján viszonylag rövidebb idő alatt, különösebb nehézség nélkül képesek a korszerű biztosítóberendezések kezelését, működési elveit elsajátítani és akik kezelési- és működési hibák előfordulása alkalmával nem csak határozottságukat tudják megőrizni, de képesek a hibaforrások gyors behatárolására és ilyen esetekben is a forgalombiztonság teljes megóvására;
e./ korszerű biztosítóberendezéssel felszerelt fővonali állomásainkon az új körülmények között nagyon leterhelt forgalmi szolgálattevők egyhuzamban eltöltött szolgálati idejét feltétlenül indokolt 8 órára leszállítani. Tapasztalati adatok szerint a 8 óra végén fáradási görbéjük eléri a felsőpontot, a további időszakban munkájukat már nem az előrelátás, a tervszerűség és a céltudatosság jellemzi, hanem a közlekedésszabályozási munka mechanikus végzése;

## A mozdonyok sorsa
- A 424 141 pályaszámú mozdonyt Békéscsaba fűtőház 1969. április 3-án selejtezte; a mozdony kazánja az Északi Járműjavítóhoz került.

## Egyéb
Az eseményből 1979-ben Hívójel címmel tévéfilmet is forgattak Nemere László rendezésében, Bencze Ferenc és Juhász Jácint főszereplésével.

## Forrás
- LocoClub Archiválva 2014. december 28-i dátummal a Wayback Machine-ben

## Külső hivatkozások
- Mendei vasúti baleset: frontálisan ütközött két vonat, 43-an haltak meg
- Lantos Gábor: Három vasutas felelőtlensége küldött halálba 43 ártatlan embert. Origo.hu, 2018. december 22., hozzáférés: 2023. március 14.